# Phare de Scarborough
Le phare de Scarborough est un phare situé sur une jetée du vieux port de Scarborough, dans le comté du Yorkshire du Nord en Angleterre.
Ce phare est géré par l'autorité portuaire de Scarborough.
Il est maintenant protégé en tant que monument classé du Royaume-Uni de Grade II.

## Histoire
Un premier phare a été construit en 1806. Il a dû être démoli après avoir été lourdement endommagé par l'artillerie d'un bateau allemand en 1914. Un nouveau phare a été construit en 1931. C'est une tour ronde de 15 m de hauteur, avec galerie et lanterne, attenante au bâtiment des gardiens, de deux étages, et réalisé en 1843. Une corne de brume est encore active et donne un blast toutes les minutes.
Il est localisé au bout de la jetée du vieux port. La maison des gardiens est utilisée comme un bureau par le Club nautique de Scarborough depuis 1952. L'extérieur du phare a été réparé et reconstitué en 2008. Il est accessible en marchant sur la jetée.
Identifiant : ARLHS : ENG-121 - Amirauté : A2592 - NGA : 1976 .

### Lien connexe
- Liste des phares en Angleterre